# Phera lanei
Phera lanei är en insektsart som beskrevs av Young 1968. Phera lanei ingår i släktet Phera och familjen dvärgstritar. Inga underarter finns listade i Catalogue of Life.